# Вирен (город)
Вирен (нем. Wieren) — коммуна в Германии, в земле Нижняя Саксония.
Входит в состав района Ильцен. Подчиняется управлению Врештедт. Население составляет 2458 человека (на 31 декабря 2010 года). Занимает площадь 52,7 км². Официальный код — 03 3 60 027.
Коммуна подразделяется на 8 сельских округов.